# Terry Vaughn
Pour les articles homonymes, voir Vaughn.
Terry Vaughn (né le 1er avril 1973 et mort le 4 mai 2023) est un arbitre américain de soccer, qui est international depuis 2004.

## Carrière
Il a officié dans les compétitions majeures suivantes :
- Recopa Sudamericana 2004 (finale)
- Coupe des États-Unis de football 2006 (finale)
- Coupe du monde de football des moins de 20 ans 2007 (2 matchs)
- Gold Cup 2007 (3 matchs)
- Gold Cup 2009 (2 matchs)